# Абдулхаков Нусратулло
Нусратулло Абдулхаков (10 січня 1930, кишлак Сіялояк, тепер Балджувонського району Хатлонської області, Таджикистан — 2004, місто Душанбе, Таджикистан) — радянський таджицький державний діяч, секретар ЦК КП Таджикистану, заступник голови Ради міністрів Таджицької РСР, міністр внутрішніх справ Таджицької РСР, голова Комітету народного контролю Таджицької РСР. Депутат Верховної ради Таджицької РСР 6—9-го скликань.

## Життєпис
Народився в селянській родині. Трудову діяльність розпочав у 1944 році вчителем початкової школи в Кулябській області Таджицької РСР.
У 1946 році закінчив педагогічне училище.
У 1946—1948 роках — студент факультету мови та літератури Кулябського вчительського інституту Таджицької РСР.
У серпні 1948 — липні 1950 року — завідувач навчальної частини семирічної школи в Балджувонському районі Кулябської області.
Член ВКП(б) з 1950 року.
У липні 1950 — квітні 1952 року — 1-й секретар Балджувонського районного комітету ЛКСМ Таджикистану Кулябської області.
У квітні 1952 — вересні 1953 року — завідувач відділу партійних, профспілкових та комсомольських органів Балджувонського районного комітету КП Таджикистану Кулябської області.
У вересні 1953 — серпні 1954 року — 2-й секретар Дангаринського районного комітету КП Таджикистану Кулябської області.
У серпні 1954—1956 роках — 1-й секретар Даштиджумського районного комітету КП Таджикистану Кулябської області.
У 1956—1960 роках — слухач Ташкентської Вищої партійної школи при ЦК КП Узбекистану.
У 1960—1961 роках — інструктор відділу партійних органів ЦК КП Таджикистану.
З березня до липня 1961 року — голова виконавчого комітету Шаартузької районної ради депутатів трудящих Таджицької РСР.
У серпні 1961 — липні 1965 року — 1-й секретар Кулябського міського комітету КП Таджикистану.
14 липня 1965 — 26 січня 1966 року — секретар ЦК КП Таджикистану.
Одночасно 9 серпня 1965 — 26 січня 1966 року — голова Комітету партійно-державного контролю ЦК КП Таджикистану та Ради міністрів Таджицької РСР, заступник голови Ради міністрів Таджицької РСР.
26 січня 1966 — 22 листопада 1972 року — голова Комітету народного контролю Таджицької РСР.
22 листопада 1972 — 25 січня 1980 року — міністр внутрішніх справ Таджицької РСР.
У січні 1980 — після 1982 року — 1-й заступник міністра соціального забезпечення Таджицької РСР.
Подальша доля невідома.
Помер 2004 року в місті Душанбе.

## Звання
- генерал-майор міліції (1975)

## Нагороди
- орден Червоної Зірки
- два ордени Трудового Червоного Прапора
- орден «Знак Пошани»
- медалі
- Почесна грамота Президії Верховної ради Таджицької РСР